# Harry Potter i les relíquies de la Mort (Part 1)
Harry Potter i les relíquies de la Mort (Part 1) (títol original en anglès, Harry Potter and the Deathly Hallows - Part 1) és una pel·lícula britànicoestatunidenca de gènere fantàstic i d'aventures dirigida per David Yates el 2010 i la primera de les dues parts basades en la novel·la del mateix nom escrita per J. K. Rowling. Està escrita per Steve Kloves i produïda per Rowling juntament amb David Heyman i David Barron. La història explica el setè i últim episodi de la sèrie de Harry Potter, on aquest ha de trobar i destruir els fragments amagats de l'esperit immortal de Lord Voldemort, els horricreus. Com a totes les pel·lícules precedents, Daniel Radcliffe interpreta el paper de Harry Potter, i Rupert Grint i Emma Watson interpreten els millors amics de Harry, Ron Weasley i Hermione Granger. La pel·lícula es va estrenar en els formats 2D i IMAX el 19 de novembre de 2010. Ha estat doblada i subtitulada al català.

## Argument
Després de la mort del director de Hogwarts Albus Dumbledore en mans de Severus Snape, Harry Potter i els seus amics Ron Weasley i Hermione Granger es veuen forçats a emprendre un viatge per destruir els horricreus que resten de Lord Voldemort. Hauran de triomfar i vèncer a en Lord Voldemort per tal d'emergir victoriosos.

## Repartiment
| Actriu/Actor         | Personatge fictici         |
| -------------------- | -------------------------- |
| Daniel Radcliffe     | Harry Potter               |
| Rupert Grint         | Ron Weasley                |
| Emma Watson          | Hermione Granger           |
| Helena Bonham Carter | Bel·latrix Lestrange       |
| David Bradley        | Argus Filch                |
| Jim Broadbent        | Horaci Llagot              |
| Jamie Campbell Bower | Gellert Grindelwald        |
| Robbie Coltrane      | Rubeus Hagrid              |
| Warwick Davis        | Filius Flitwick / Griphook |
| Frances de la Tour   | Olympe Maxime              |
| Hazel Douglas        | Bathilda Bagshot           |
| Ralph Fiennes        | Lord Voldemort             |
| Tom Felton           | Draco Malfoy               |
| Michael Gambon       | Albus Dumbledore           |
| Brendan Gleeson      | Alàstor "Ull-foll" Murri   |
| Domhnall Gleeson     | Bill Weasley               |
| Richard Griffiths    | Vernon Dursley             |
| George Harris        | Kingsley Shacklebolt       |
| Guy Henry            | Pius Thicknesse            |
| Ciarán Hinds         | Aberforth Dumbledore       |
| John Hurt            | Sr. Ollivander             |
| Rhys Ifans           | Xenòfil Lovegood           |
| Jason Isaacs         | Lucius Malfoy              |
| Gemma Jones          | Poppy Pomfrey              |
| Toby Jones           | Dobby (veu)                |
| Dave Legeno          | Fenrir Esquenagrisa        |
| Matthew Lewis        | Neville Longbottom         |

| Actriu/Actor       | Personatge fictici |
| ------------------ | ------------------ |
| Andy Linden        | Mundungus Fletcher |
| Evanna Lynch       | Luna Lovegood      |
| Miriam Margolyes   | Pomona Coliflor    |
| Simon McBurney     | Kreacher (veu)     |
| Helen McCrory      | Narcissa Malfoy    |
| Nick Moran         | Tinyós             |
| Peter Mullan       | Yaxley             |
| Devon Murray       | Seamus Finnigan    |
| Bill Nighy         | Rufus Scrimgeour   |
| Gary Oldman        | Sirius Black       |
| James Phelps       | Fred Weasley       |
| Oliver Phelps      | George Weasley     |
| Clémence Poésy     | Fleur Delacour     |
| Chris Rankin       | Percy Weasley      |
| Toby Regbo         | Jove Dumbledore    |
| Miranda Richardson | Rita Skeeter       |
| Alan Rickman       | Severus Snape      |
| Fiona Shaw         | Petunia Dursley    |
| Maggie Smith       | Minerva McGonagall |
| Timothy Spall      | Ben Babbaw         |
| Imelda Staunton    | Dolors Umbridge    |
| Natalia Tena       | Nimfadora Tonks    |
| David Thewlis      | Remus Llopin       |
| Emma Thompson      | Sibil·la Trelawney |
| Suzie Toase        | Al·lecto Carrow    |
| Julie Walters      | Molly Weasley      |
| Mark Williams      | Arthur Weasley     |
| Bonnie Wright      | Ginny Weasley      |

## Galeria d'actors

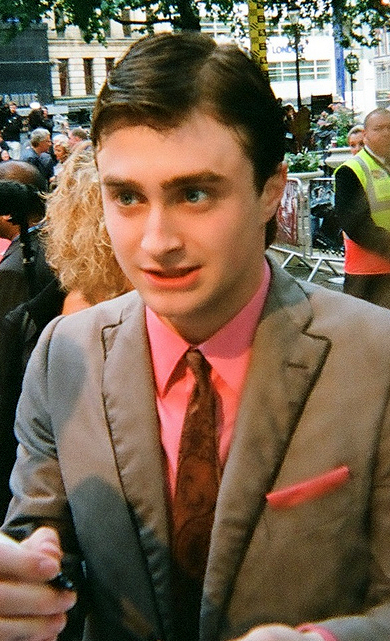
Daniel Radcliffe (Harry Potter).
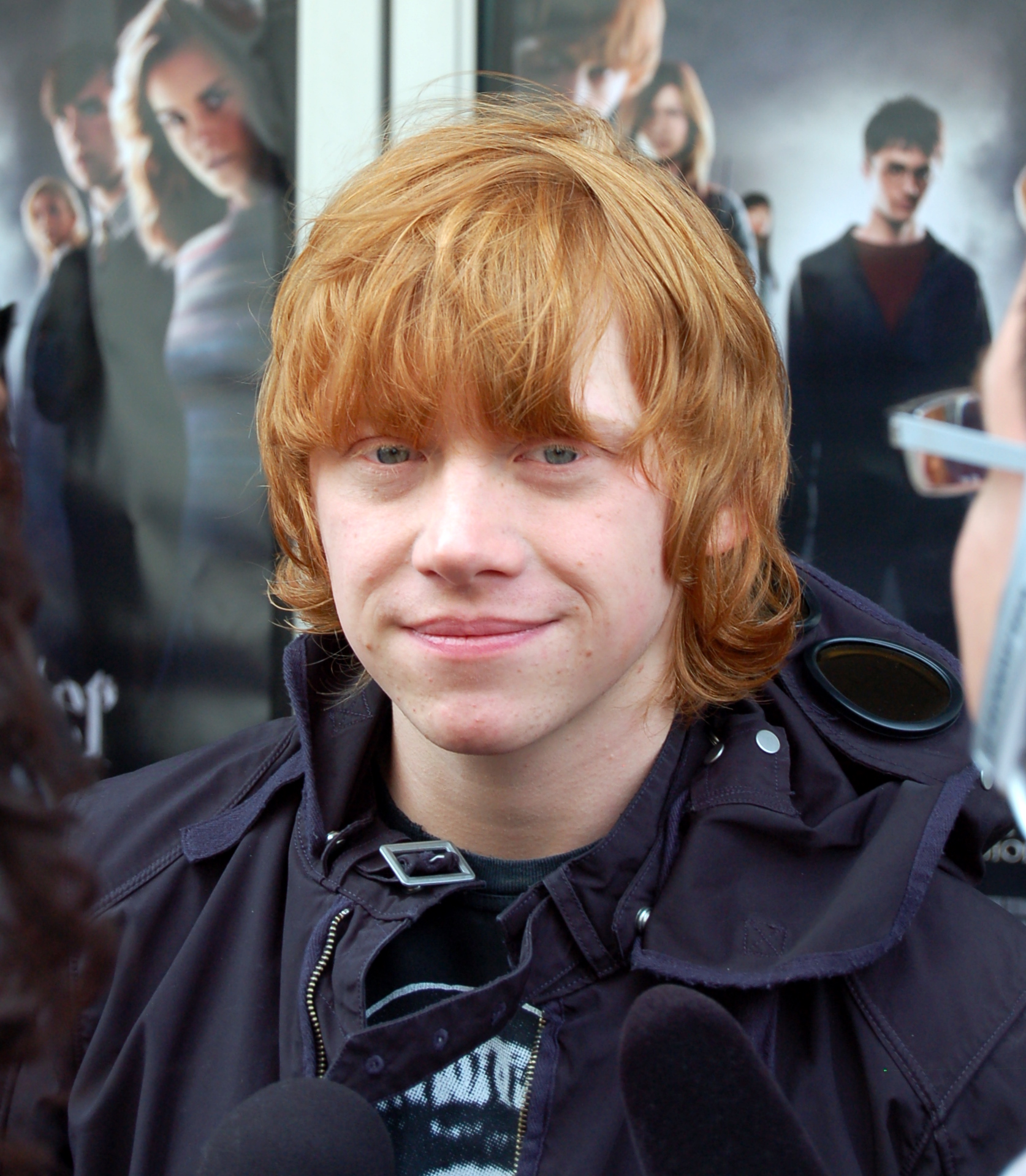
Rupert Grint (Ron Weasley).
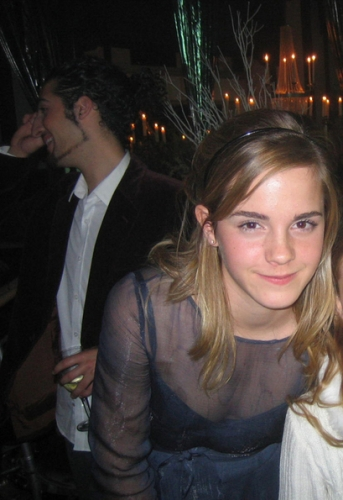
Emma Watson (Hermione Granger).
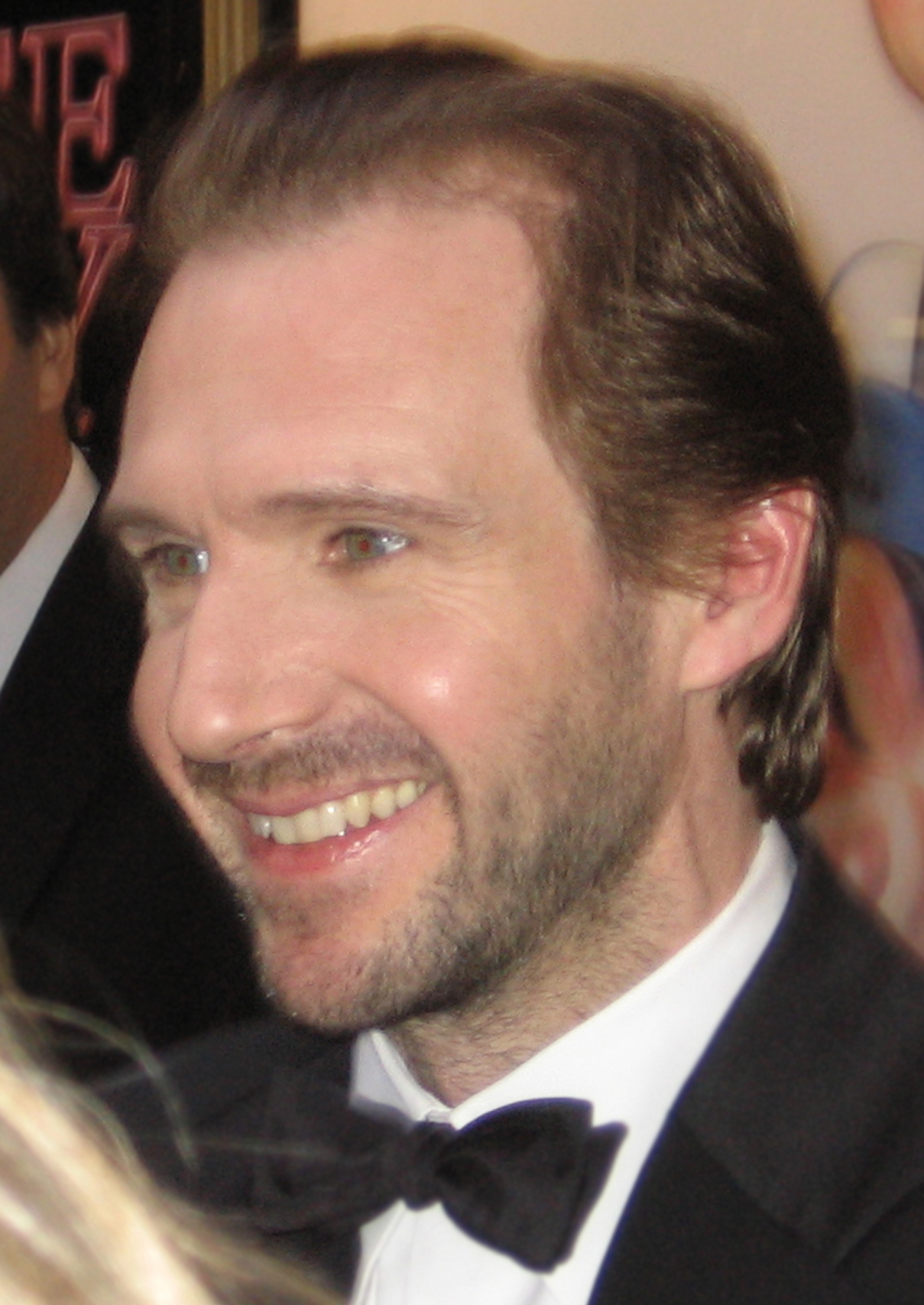
Ralph Fiennes (Lord Voldemort).

## Premis i nominacions
Oscars
- Nominada per:
  - Oscar a la millor direcció artística per Stuart Craig i Stephenie McMillan
  - Oscar als millors efectes visuals per Tim Burke, John Richardson, Christian Manz i Nicolas Aithadi

BAFTA
- Nominada per:
  - BAFTA als millors efectes visuals per Tim Burke, John Richardson, Christian Manz i Nicolas Aithadi
  - BAFTA al millor maquillatge i perruqueria
- Guanyadora de:
  - BAFTA a la millor contribució britànica al cinema